# 桃园草
桃园草（学名：Xyris formosana），又名黄葱、台湾黄眼草，为黄眼草科黄眼草属下的一个种。
其种加词“formosana”意为“台湾的”。